# クルー・リソース・マネジメント
クルー・リソース・マネジメント（英: Crew Resource Management）とは、航空分野で開発された概念で、安全な運航のために利用可能な全てのリソース（人的資源や情報など）を有効活用するという考え方である。当初はコクピット・リソース・マネジメント（英: Cockpit Resource Management）と呼ばれていたが、概念の発展に合わせて現在の呼び方に改められた。略称の「CRM」が用いられることが多い。
主に航空会社のコックピット内コミュニケーションやリーダーシップ、意思決定に焦点が当てられる。その後、航空界だけでなく、ヒューマンエラーが安全に大きく関わる医療、海運、原子力発電などの分野にもCRMの考え方が広がっている。

## 発達の経緯
CRMは、時代とともにその内容を変化させており、その発達の過程は、おおむね6つの世代に分けられる。

### CRMのルーツ
第二次世界大戦の終結後、ジェット旅客機が実用化し、運航技術や整備技術などの発展も進んだ。航空を取り巻くテクノロジーが進歩し、運航の信頼性が向上したことで、1960年代から1970年代にかけて事故率は大幅に減少した。しかし、1970年代後半になると事故率は横ばいとなり、このまま事故率が変わらなければ、航空機の発着数の増大とともに事故の絶対数が増加することが危惧された。
この頃、1972年のイースタン航空401便墜落事故やユナイテッド航空553便墜落事故、1977年のテネリフェ空港ジャンボ機衝突事故、1978年のユナイテッド航空173便墜落事故といった乗員の人的要因が関係する事故が発生していた。人的要因の観点から事故の防止対策をいかにとるかが、航空会社や研究機関の関心事となっていった。
このような状況のなかで、1979年にアメリカ航空宇宙局 (NASA) が「フライトデッキにおけるリソースマネージメント」と題したワークショップを主催し、航空会社や行政関係者、研究者らの参加の下、航空機事故における人的要因に関する様々な研究発表が行われた。そして、人的要因に起因した航空機事故では、主要因として乗員間のコミュニケーション、乗員の協力関係、チームとしての意思決定プロセス、そして、機長のリーダーシップのあり方などが関係していることが認識された。このワークショップにおいて、ヒューマンエラーを乗員のチームワークで防止する訓練のために「コックピット・リソース・マネジメント」 (Cockpit Resource Management) 、略して「CRM」という言葉が提唱された。初期のCRMは、コックピットで使用可能なすべてのリソース（資源）を使って 運航安全を実現することを目的とし、運航乗務員らの協力関係を促進して、より非権威主義的な文化をコクピット内に醸成することを意図した概念である。CRMのもとでは、機長は副操縦士や航空機関士らを重要な資源と考えて彼らの意見を十分聞くようにし、一方で副操縦士や航空機関士らは安全に関する意見や質問をためらわず行えるようになることが求められた。

### 第1世代－個人の行動改善
173便の事故を経験していたアメリカのユナイテッド航空は、このワークショプを受けて本格的なCRM訓練プログラムをいち早く開発し、1981年から実際に導入した。続いて、ノースウエスト航空、トランス・ワールド航空、デルタ航空や、ヨーロッパではテネリフェ空港事故を経験したKLMオランダ航空が、オーストラリアではアンセット航空が早くからCRM訓練を導入した。
ユナイテッド航空が開発したプログラムは、「コマンド・リーダーシップ・リソース・マネジメント」(Command, Leadership, and Resource Management; CLR) と名付けられ、マネジリアル・グリッド論と呼ばれるリーダーシップ行動論のトレーニングと似た、集中的な座学と自己のマネジメントスタイルの分析を含むものであった。
第1世代のCRM訓練は、下位の者のアサーティブネスの欠如や機長の権威主義的振る舞いといった行動の欠点を改め、個人の行動様式を変化させることに重点が置かれた。当時はまだ構成やコンセプトが確立しておらず、CRMの必要性を認識させたり、CRMに取り組む姿勢を強調したりする内容で、コックピット内での適切な行動を具体的に示すわけではなく、一般的な対人行動を対象とした。演習内容にはフライトシミュレータ訓練も含まれたが、CRMの概念を実演するために航空と無関係なゲームや心理テストも多かった。一方で既にこの段階で、CRM訓練は、定期的に繰り返し受けるべきものという認識もなされるようになった。
CRM訓練は総論としては受け入れられたものの、パイロットの中には、CRM訓練を人格矯正の試みと捉えて抵抗したり、「チャームスクール」（女性にエチケットやマナーを教える学校のこと）と揶揄する者もいた。

### 第2世代－個人からチームへ
1986年、NASAは再度ワークショップを開催した。この頃になるとCRM訓練はアメリカのみならず、日本を含む世界中の航空会社へ広がりを見せた。このワークショップの中で出された結論の一つには、もしCRM訓練が他の飛行訓練などに有機的に組み込まれたなら、独立した一つの「CRM訓練」というものは認識されなくなるだろうというものがあった。
第2世代のCRM訓練は、航空機の運航を意識した内容に一歩進んだ
。実践的にCRM訓練を行うため、フライトシミュレーターでライン運航（乗客を乗せた商業運航）を再現するLOFT (Line Oriented Flight Training) 訓練が本格的に取り入れられた。
また、第1世代のCRMは個人の行動様式に焦点を当てていたが、第2世代では、コックピットの乗員が協力して問題解決にあたれるよう、チーム力を重視するものへ変化した。新しいCRMを表現するため、Cの意味は "Cockpit" から "Crew" へ、すなわち「クルー・リソース・マネージメント」となった。
第2世代では、チーム形成、状況認識、説明や指示、ストレスマネジメントなどに関する座学が行われた。さらに、事故に至る負の連鎖を断ち切る意思決定戦略も扱われるようになった。この頃の演習課題は、まだ航空と直接関係しないものが多かった。デルタ航空が開発したCRM訓練プログラムは、第2世代の典型的なものだった。第2世代のCRM訓練は、第1世代のものよりも受け入れられやすくなったが、難解な心理学用語が飛び交い、受講者には優しくなかった。

### 第3世代－対象の拡大
1990年代になると、CRMは世界中で導入されるようになった。1990年代初頭になると、CRMの範囲を拡張した第3世代のCRM訓練が登場した。客室乗務員や、ディスパッチャー（運航管理者）、整備士といった運航に関わる様々な職種・部門がCRMの対象となり、安全に対する組織文化の影響を含め、システムとしての航空の特性を反映した訓練が始まった。
いくつかの航空会社は、運航乗務員と客室乗務員による合同CRM訓練を開始した。後の研究では、運航乗務員と客室乗務員とのコミュニケーション障壁を解消し、より良いチームワークを構築する上で、合同CRM訓練は有用であるという報告もなされている。
そのほか、よりパイロットが効果的に役割を果たせるよう特定のスキルや行動を重視する試みが見られた。操縦室の自動化に対応したCRM訓練を導入した航空会社や、リーダーシップに特化した新人機長向けのCRM訓練プログラム開発した航空会社もあった。
第3世代のCRMにおいてクルーの概念が拡張されたが、一方で、操縦室内の雰囲気を改善することがCRMの目的であるかのように捉えられるようになり、ヒューマンエラーの低減という本来の焦点が徐々に曖昧になっていった。

### 第4世代－統合と手順化
1990年に、アメリカ連邦航空局 (FAA) は、個人および乗員チームの業務遂行能力を可能な限り高めることを目的に、運航乗務員の訓練とライセンス付与に関して大きな制度変更を行い、「アドバンスト・クオリフィケーション・プログラム」 (Advanced Qualification Program; AQP) と呼ばれる新制度を定めた。この制度の下で、航空会社は、自社の状況や要求に合わせた革新的な訓練プログラムを開発することが可能になった。航空会社は従来の方式かAQPかを選択できるようになり、アメリカの主要航空会社の多くはAQPを採用した。
AQP制度導入に伴い始まったのが、第4世代のCRM訓練とされる。AQP制度を利用するために、訓練・審査・実運航といった様々な側面にCRMを統合することが求められた。LOFT訓練は必須となったほか、Line Operational Evaluation (LOE) と呼ばれ、合否判定を伴うCRMに関する技量評価が導入された。これらに対応するためにCRMの手順化が進み、特定の行動をチェックリストに盛り込む航空会社も現れた。

### 第5世代－エラーマネジメント
第5世代のCRMでは、エラーの低減とマネジメント戦略というCRMの原点に回帰する動きが見られた。第5世代のCRMの根底には、エラーは至る所に存在し、完全に排除はできないという考え方がある。人がエラーを犯すことは避けられないという認識に立ち、エラーを有益な情報として収集し対処する方法としてCRMは発達した。適切に訓練された行動は、エラー防止対策となり、また、エラーがもたらす危害を低減する有効な対策が認識されるようになった。そして、手順やルールに対する意図的な違反でないかぎり、組織がエラーを懲罰的に扱うのは望ましくないという認識が醸成されてきたことが、この世代のCRMの成功点とされる。

### 第6世代－スレット＆エラーマネジメント
1990年代後半になると、CRM訓練プログラムが実際に機能しているか、そして、安全性向上に貢献しているかが議論されるようになった。
実際の運航におけるCRMの実践内容やCRMの有効性、エラーの実態などを明らかにするため、ライン運航安全監査 (Line Operation Safety Audit; LOSA) と呼ばれる調査が実施されるようになった。LOSAは、専門の訓練を受けたオブザーバーがコックピットに同乗し、乗務員の行動や運航状況を観察・記録した上で、そこから得られるデータに基づいて問題解決の対策を立案する手法である。LOSAは、テキサス大学のロバート・ヘルムライクを中心としたヒューマンファクター研究プロジェクトにより開発された。初期のLOSAはCRM訓練の有効性と実効性に焦点をあてていたものの、調査が進むと、運航乗務員はエラーマネジメントだけではなく、(1) エラーを起こす誘因に対処し、(2) 生じたエラーが安全に影響を及ぼす前に修正処置を取り、(3) さらに悪い結果に至る前に危険な状態から回復する行動を取っていることが確認された。
LOSAの分析により、エラーだけではなく、潜在的な危険要因（スレット）の存在とその重要性が明らかとなった。FAAによる定義では、スレットとは乗員以外の人や環境などに由来する事象やエラーのことであり、例えば、悪天候や機材故障、管制との不適切なコミュニケーション、乗員の疲労などが挙げられる。
これらに対処するため、ヘルムライクの研究グループは、第5世代の「エラーマネジメントのためのCRM」をさらに発展させ、第6世代のCRMを「スレットとエラーへの対処策」(Threat and Error Management; TEM) と位置付けた。
そして、CRMの実践を
1. Error Avoidance （エラーの回避）
2. Threat Management（存在する脅威への対処）
3. Error Management（発生したエラーへの対処）
4. Undesired Aircraft State Management（航空機の望ましくない状態への対処）

と定義した。
2006年には国際民間航空機関 (ICAO) の付属書が改定され、乗員のライセンスの要件に加えられた。さらに、2011年には整備部門にも適用され、乗務員以外の職種でもTEMは業務上の要件となっている。
CRMは、このように時代とともに変遷を遂げながら、航空機の運航において発生するヒューマンエラーの影響を最小限にするツールとして位置付けられ、運航に必要な知識・技能と同様に重要なものであると認識されるようになった。

## 定義
前述（#発達の経緯）のとおりCRMは時代とともに変遷を遂げており、その固定した唯一の定義と言えるものはないが、例として欧州航空安全機関 (EASA) やカナダ運輸省では次のように定義している：
ここでいう、「ノンテクニカル・スキル」とはCRMスキルとも呼ばれ、業種・職種に関わりなく人間として普遍性があるスキルのことであり、航空機の操縦のような専門分野の職務遂行能力である「テクニカル・スキル」に対する概念である。
CRMにおける「リソース」とは、様々な情報資源のことである。機体の情報としては、コックピットの計器類の表示・指示をはじめ、航空機自体が発する音や振動のほか、加速度変化も含まれる。外部の人員から得られる情報としては、客室乗務員からの情報や、地上の管制機関からの情報、ディスパッチャーや整備士からの情報がある。さらにデータ通信により得られる情報、マニュアルなどの文書や資料もリソースに含まれる。
CRM発祥の地であるアメリカの場合、2004年にFAAが発行したCRM訓練に関する文書において、「CRMとは、人的資源、ハードウェア、情報といった利用可能なリソース（資源）の効果的な利用」とされている。
このように、CRMとは、「利用可能な様々なリソースを効果的に利用することで、安全で効率的な運航を実現することを目的とする考え方」と言える
。

## CRMスキル
CRMスキルとは、実運航で具体的にCRMを実践する能力を意味する。CRMが提唱された当初は、CRMスキルは「タスクの配分と責任分担のスキル」、「リーダーシップスキル」などと定義され、抽象度の高いものであった。その後、CRMの考え方や方法論の発達と合わせて、実運航などで実践できるようCRMスキルの表現が具体化されてきた。
各種研究や航空会社によって、CRMスキルの具体化および体系化の取り組みがなされているが、それぞれの間でスキルの分類方法や構成要素、表現は異なっている。相違が現れる理由として、スキル分類の際に重視する点が異なることが挙げられる。
一例としてICAOでは次のスキルをあげている：
- Communication/interpersonal skills（コミュニケーション／対人スキル）
- Situation awareness（状況認識）
- Problem-solving/decision-making/judgement（問題解決／意思決定／判断）
- Leadership/followership（リーダーシップ／フォロワーシップ）
- Stress management（ストレスマネジメント）
- Critique（クリティーク：分析と計画、行動と決定のレビュー）[注釈 2]

CRMスキル（ノンテクニカル・スキル）は、大きく2つの要素に分類される場合があり、一方は認知スキル、もう一方は対人スキルまたはソーシャルスキルと呼ばれる。認知スキルの要素としては、意思決定、状況認識、ストレスマネジメント、ワークロード（作業負荷）管理などがあげられる。一方でソーシャルスキルは、コミュニケーションそのものやリーダーシップやチームワークに関するスキルである。他分野においてもこれらのスキルは一致していることが多い。さらに、これは複数のクルーが携わる機体・機器の運用に限らず、一人で運用する機体・機器であっても、任務を成功させるために他の機体・機器や支援機関とやりとりする必要のある場合を含む。
CRMの主な目標は、状況認識・自己認識・リーダーシップ・自己主張・意思決定・柔軟性・適応性・出来事の分析・任務の分析・コミュニケーションなどを高めることである。特に、権威者に対し敬意をもって意見することができる風潮・文化を育成することがCRMの目指す所である。そこでは、現在起きていることと本来あるべきこととの不一致が発生していれば、それが間違いが起ころうとしていることの第一の発現であると理解されなければならないが、これは多くの組織、特に伝統的なヒエラルキーをもつ組織においては慎重さを要する事柄でもある。そこで、権威に対する疑問は恐れるべきものでないことを上位者が理解し、下位者は正しい意見の仕方を身につけるよう、適切なコミュニケーション技術を両者に指導しなければならない。
様々な航空事故のボイスレコーダーから、副操縦士や航空機関士が危機的情報を非効果的なかたちで機長に伝え、機長がそれらを理解したときには既に手遅れになっていたというケースが明らかになっている。CRMの専門家トッド・ビショップは、次のような自己主張の5つのステップを提唱している。
- より注意を引く：その人に呼びかける。「チーフ」「スミス機長」あるいは「ボブ」のように肩書でも名前でも良いので呼びかけることで注意を引く。
- 気がかりを言う：状況分析と感情を率直に言う。例えば「この嵐を迂回する燃料があるか心配です」「屋根が崩れ落ちないか不安です」など。
- 問題点を言う：「あと40分の燃料しか表示されていません」「この建物は軽量鉄骨のトラス屋根で、火が屋根に回っているかもしれません」など。
- 対策を言う：「別の空港に降りて給油しましょう」「隊員を入れる前に、壁に穴を開けて赤外線カメラで中を調べましょう」など。
- 同意(あるいは許可)をもらう：「良いでしょうか機長(隊長)？」など。

個人習慣や人間関係、組織文化によって対応の仕方は大きく異なることがあるため、こういったスキルを一概に習得することはできない。

## CRM訓練
CRMを実践するための知識や具体的な方法を学ぶのがCRM訓練である。CRM訓練には幅広い知識・スキルや、コミュニケーション・状況認識・問題解決・意思決定・チームワークといった姿勢、およびこれらの下位項目の訓練が含まれる。
CRM訓練は各国の航空会社や空軍など世界中の航空関連組織で開発され、導入されてきた。民間航空分野の安全を担う国連機関であるICAOは、加盟各国の規制当局に対して民間航空のパイロットCRM訓練を課すことを求めている。アメリカのFAAやヨーロッパのEASAをはじめ、日本やカナダを含めた世界中の規制当局がパイロットに対してCRM訓練を義務付けている。
民間航空会社に続いて1980年中頃にはアメリカ国防省も正式にCRMを取り入れており、現在、アメリカ空軍および海軍ではヒューマンエラーに起因した事故を減らすため、全ての航空機乗務員に年一回のCRM訓練を行っている。また、アメリカ陸軍ではエアクルー・コーディネーション・トレーニング-エンハンスト(ACT-E)と呼ばれる独自のCRMを開発している。
航空大学校では「航空安全 CRMコース」として40時間の学習を行っている

## 該当事例

### ユナイテッド航空173便燃料切れ墜落事故
1978年に起きたユナイテッド航空173便燃料切れ墜落事故は、着陸に向けアプローチしていた際ランディングギアに異常が発生したことが発端である。機長は問題に対処するためにホールディングパターン(待機旋回)に入ることを決めた。機長はまる1時間ランディングギアの問題にかかりきりで、燃料が減っているという副操縦士と航空機関士が伝えた情報を再三無視し、エンジンがフレームアウトして初めてその絶体絶命の状況に気がついた。同機は滑走路から9.7km手前の森に不時着し、189名のうち乗員2名と乗客8名が死亡した。NTSBは事故調査報告書で次のように勧告した。
全ての航空会社の安全監査員に対し、担当する運行乗務員らにフライトデッキ・リソース・マネジメントの原則が、特に機長には全員参加型マネジメント、他のコクピット乗務員には自己主張トレーニングの意義に強調を置きながら、徹底されていることを確認するよう告示を行う。(Class II, Priority Action) (X-79-17)
この勧告を書いたのはNTSBの航空安全調査官で航空心理学者のアラン・ディール博士である。調査を任命されたディールは、この事故がイースタン航空401便墜落事故やテネリフェ空港ジャンボ機衝突事故などと類似していることに注目した。ディールはNASAのエイムズ研究センターなどで行われていた研究を知っていて、当時まだ開発途上であったCRM訓練の概念がヒューマンエラーの可能性を減らせるだろうと確信していた。

### ユナイテッド航空232便不時着事故
1989年に発生したユナイテッド航空232便不時着事故の機長アル・ヘインズは、クルー・リソース・マネジメントが自身と多くの乗客を救った鍵のひとつだったとNASAエイムズ研究センターでの講演会で述べている。
乗務員に施された訓練は素晴らしい成果を見せた。コックピット・リソース・マネジメントだ。1980年まで機長こそ権威であるという意識のもと我々は仕事をしていた。そしてそれが原因でいくつかの事故は起きた。機長が白といえば白、である。機長はそれほど賢くないと思うときもあった。何の意味があるのか分からないときでも、機長の言うことを聞き、機長の言うことに従った。飛行機を着陸させようとしていたあのとき、コクピットには103年分の飛行経験がありながら、(そんな状況の)訓練は1分たりともしていなかった。だからそんな状況でどうすれば良いか、私が他の3人より知っているはずもなかった。だから私がCRMを行わなければ、我々全員が知恵を出さなければ、朝飯前とは行かなかったろう

### エールフランス447便墜落事故
2009年リオデジャネイロからパリに向かう途中大西洋に墜落したエールフランス447便墜落事故では、クルー・リソース・マネジメントの欠如が指摘されている。
巡航中、機長は2人の副操縦士に任せて休息に入ったが、どちらの副操縦士が責任者であるか明らかにされず、2人がそれについて会話することもなかった。その後、速度計に異常が発生し、操縦を誤ったことで失速に陥った。
事故から2年後、ブラックボックスが回収されるとBEA(フランス航空事故調査局)による公式報告とは別に様々な独自分析が発表されたが、そのうちフランスの書籍『Erreurs de Pilotage』は最後の数分間のコクピット音声をリークし、また雑誌『ポピュラーメカニクス』は音声の翻訳とそれぞれに解説を付けて出した。

墜落数分前のコクピットの様子について、その解説によると
彼らにはクルー・リソース・マネジメント、CRMという重要なプロセスがすっかり抜け落ちていた。協力という肝心なことに失敗していたのだ。どちらに何の責任があるのか、誰が何をしているのか、不明だった。

### ファーストエア6560便墜落事故
2011年に起きたファーストエア6560便墜落事故について、TSB(カナダ運輸安全委員会)はクルー・リソース・マネジメントの欠如が主な原因であると結論を下した。同機は方位計が誤作動を起こした結果、ILS(計器着陸装置)やGPSは正常に機能していたにもかかわらず、コースを逸脱した。空港へアプローチ中、副操縦士は数回に渡って問題を指摘し、ゴーアラウンド(着陸復行)することも数回主張したが、問題の指摘の仕方が社内規定や標準的なプロトコルに沿っていなかったことが災いし、機長は副操縦士の警告を受け流してしまった。また、二人とも着陸の準備に追われていたことも、状況に十分な注意が払えない原因をつくリ出した。
この事故を教訓にファーストエアはクルー・リソース・マネジメントのトレーニングを増やし、TSBはカナダ国内においてCRM手順およびトレーニングを監督機関と航空会社が共同で標準化することを勧告した。

### カンタス航空32便エンジン爆発事故
2010年に起きたカンタス航空32便エンジン爆発事故における成功は、優れたチームワークとCRMスキルの成果といえる。

アメリカ連邦航空局 (FAA) の安全報告書の執筆者スーザン・パーソンは次のように記した。
言うまでもなく、QF32の乗務員の働きは全ての航空関係者が見習うべきプロフェッショナリズムとエアマンシップの素晴らしい一例である
また『Airmanship』の著者キャリー・エドワーズは次のように記した。
乗務員の働き、コミュニケーション、リーダーシップ、チームワーク、仕事負担量マネジメント、状況認識、問題解決、意思決定によって450名の乗客乗員は一人の負傷者も出さなかった。QF32はエアマンシップが発揮された最高の事例の一つとして航空史に残るだろう。

## 他分野への適用
CRMの概念は、時間制約を伴う危険な決断が求められるような他の分野(航空管制、船舶操縦、消防、医療手術など)にも改変して応用されるようになった。他の分野に応用される場合は「メンテナンス・リソース・マネジメント」や「マリタイム・リソース・マネジメント」など固有の名称がつけられることもある。

### 航空機整備
1990年台、民間航空会社や各国の航空安全機関はCRMの適用を航空管制や航空機の設計、整備にも拡大し始め、特に航空機整備の分野においてはメンテナンス・リソース・マネジメント(MRM)として発達した。これはチームをベースとした安全の取り組みであり、FAAは業界全体に普及させることを目指して2000年9月『Advisory Circular 120-72, Maintenance Resource Management Training』を発行した。
アメリカ空軍によると1992年から2002年までの10年間に渡る航空事故を調査した結果、航空事故の18％近くは整備におけるヒューマンエラーに直接起因する。運航乗務員によるエラーが墜落の直前に起きるのに対して、整備におけるヒューマンエラーは概して発覚するまで長い時間がかかる。このような「潜伏エラー」の原因としては、航空機マニュアルに従わないこと、整備士間ではっきりしたコミュニケーションが行われないこと、監督が不十分なこと、組み立て練習が不適切なことなどが挙げられる。こうした整備におけるヒューマンエラーに起因する航空事故への対策として、2005年アリゾナ空軍州兵安全主任担当官のダグ・スローカム中佐は基地におけるCRMプログラムをミリタリーバージョンに変更したMRMを導入した。
2005年中頃、スローカムのMRMプログラムは空軍州兵全体のプログラムとして採用され、アメリカの54の州と領土に普及した。2006年、アメリカ国防総省の国防安全監督委員会(DSOC)はこの整備安全プログラムの有効性を認め、その派生型であるANG MRM(空軍州兵MRM)に一部出資してアメリカ空軍全体のトレーニングに取り入れた。これはAF-MRM(空軍MRM)として知られるようになり、現在でも使用されている。

### 鉄道
オーストラリア鉄道安全規制委員会はCRMを鉄道に適用してレール・リソース・マネジメントとし、開発した資料を無料公開した。また、アムトラック(全米鉄道旅客公社)は列車乗務員に年に一度CRMの講習を行っている。
日本においてもJR西日本が鉄道に適用し「考動トレーニング」として導入している。

### 海運
クルー・リソース・マネジメントは世界中の海運業においても適用されており、国際海事機関によって発行されるSTCW条約およびSTCWコードの2017年版では、ブリッジ・リソース・マネジメント(BRM)とエンジンルーム・リソース・マネジメント(ERM)の訓練が要件に定められている。これは海上訓練かシミュレーター訓練、あるいは実務経験によって承認される。現在ほとんどの海事大学にはデッキ乗員およびエンジンルーム乗員のためのコースがある。リフレッシャーコースは5年に一度設けられている。これらはマリタイム・リソース・マネジメントという。

### 消防
クルー・リソース・マネジメントは消防サービスにおいても安全性向上が期待できるプログラムであるとされている。特にテッド・パトナム博士は1994年にコロラド州サウスキャニオンで発生した原野火災で14名の消防士が死亡した事件に関し、CRMを応用した論文を書いている。
この研究が契機となって、CRMのコンセプトを緊急対応シチュエーションにも応用する動きが原野・建物火災消防サービスでも始まり、心理負担の高い状況において応対者が問題の発生場所を突き止めるために有効なプログラムが数多く開発された。

### 医療
1990年代後半、CRMの原則はアメリカの医療分野、特に感染症予防の場面で応用されるようになった。例えば、重篤な感染症が引き起こされる危険性のある、中心静脈カテーテル(CVC)の挿入に際しては、感染予防に必要な道具や処置とその手順がまとめられた「中心ラインバンドル」と呼ばれるキットがあり、処置者はチェックリストをこなしていく。ただしコクピットの場合と異なり、チェックリストをチェックするオブザーバーは、カテーテルを挿入する者より下位であることが普通である。オブザーバーはバンドルの要件が実行されていなければ(例えば消毒していないなど)、指摘することが求められる。

#### TeamSTEPPS(チームステップス)
CRMの原則を応用し、コストのかからないトレーニング法としてアメリカ合衆国保険福祉省・医療研究品質庁(AHRQ)が作り出したプログラムに、TeamSTEPPS(Team Strategies and Tools to Enhance Performance and Patient Safety：パフォーマンスと患者の安全を向上するためのチームストラテジーおよびツール)があり、現在世界中の病院や長期ケア施設、プライマリ・ケア診療所で実践されている。TeamSTEPPSは患者の安全の向上のために、ハドル、デブリーフィング、申し送り、復唱といったツールを活用して医療従事者同士がどのようすればにうまく連携できるかを教育するものである。TeamSTEPPSの実践によって患者の安全性が向上することが示されており、世界中で取り組まれている一方で、実践は難しく、環境によっては例外なく効果的とは言えないことを示すエビデンスもある。しかしながら医療リーダーはコーチング、サポート、2回チャレンジルールなどの勇気づけや相互補助といった、医療成功率を高めるストラテジーを活用することができる。